# Henryk Średnicki
Henryk Antoni Średnicki est un boxeur polonais né à Siemianowice Śląskie le 17 janvier 1955 et mort le 10 avril 2016 à Piotrków Trybunalski.

## Carrière
Champion du monde de boxe amateur à Belgrade en 1978 dans la catégorie poids mouches, il remporte également deux titres européens à Halle en 1977 (poids mi-mouches) et à Cologne en 1979 (poids mouches).

### Jeux olympiques
- Participation aux Jeux de 1980 à Munich.
- Participation aux Jeux de 1976 à Mexico.

### Championnats du monde de boxe amateur
- Médaille d'or en -51 kg en 1978 à Belgrade, Yougoslavie

### Championnats d'Europe de boxe amateur
- Médaille d'or en -51 kg en 1979 à Cologne (Allemagne de l'Ouest)
- Médaille d'or en -48 kg en 1977 à Halle (Allemagne de l'Ouest)

### Championnats de Pologne
- Champion national de 1974 à 1976, puis en 1978, 1979 et 1982 (à 6 reprises)
- Vice-champion national en 1977